# Parenthood (film)
Parenthood is een Amerikaanse komische film uit 1989 onder regie van Ron Howard. De hoofdrollen worden vertolkt door Steve Martin en Mary Steenburgen.

## Verhaal
De Buckmans proberen op hun eigen manier hun kinderen op te voeden en omgaan met de vreugden en verdriet die dat proces met zich meebrengt.

## Rolverdeling
| Acteur           | Personage |
| ---------------- | --------- |
| Steve Martin     | Gil       |
| Mary Steenburgen | Karen     |
| Dianne Wiest     | Helen     |
| Jason Robards    | Frank     |
| Rick Moranis     | Nathan    |
| Tom Hulce        | Larry     |
| Martha Plimpton  | Julie     |
| Keanu Reeves     | Tod       |
| Joaquin Phoenix  | Garry     |

## Release en ontvangst
Parenthood ging op 2 augustus 1989 in première en bracht wereldwijd 126 miljoen Amerikaanse dollars op aan de kassa. De film kreeg overwegend positieve kritieken van de filmcritici, met een score van 92% op Rotten Tomatoes, gebaseerd op 60 beoordelingen.
De film werd genomineerd voor twee Oscars deze waren voor: Dianne Wiest voor beste vrouwelijke bijrol en Randy Newman voor beste originele nummer. In 1990 verscheen er een gelijknamige televisieserie gebaseerd op de film.

## Prijzen en nominaties
De belangrijkste:
| Jaar | Prijs                 | Categorie                                     | Genomineerde(n)                          | Uitslag     |
| ---- | --------------------- | --------------------------------------------- | ---------------------------------------- | ----------- |
| 1990 | Oscar (Academy Award) | Beste vrouwelijke bijrol                      | Dianne Wiest                             | Genomineerd |
| 1990 | Oscar (Academy Award) | Beste originele nummer                        | "I Love to See You Smile" (Randy Newman) | Genomineerd |
| 1990 | Golden Globe Awards   | Beste acteur in een komische of muzikale film | Steve Martin                             | Genomineerd |
| 1990 | Golden Globe Awards   | Beste vrouwelijke bijrol                      | Dianne Wiest                             | Genomineerd |
| 1990 | Golden Globe Awards   | Beste filmsong                                | "I Love to See You Smile" (Randy Newman) | Genomineerd |